# آرثر موريس (لاعب كرة قدم)
آرثر موريس (بالإنجليزية: Arthur Morris)‏ (1 يناير 1882 في المملكة المتحدة - 1 يناير 1945 في المملكة المتحدة) هو لاعب كرة قدم بريطاني (وحمل سابقاً جنسية المملكة المتحدة لبريطانيا العظمى وأيرلندا) في مركز مهاجم داخلي. لعب مع برمنغهام سيتي وشروزبري تاون.

## وصلات خارجية
- آرثر موريس على موقع قاعدة بيانات كرة القدم.إي يو (الإنجليزية)